# Ví tiền

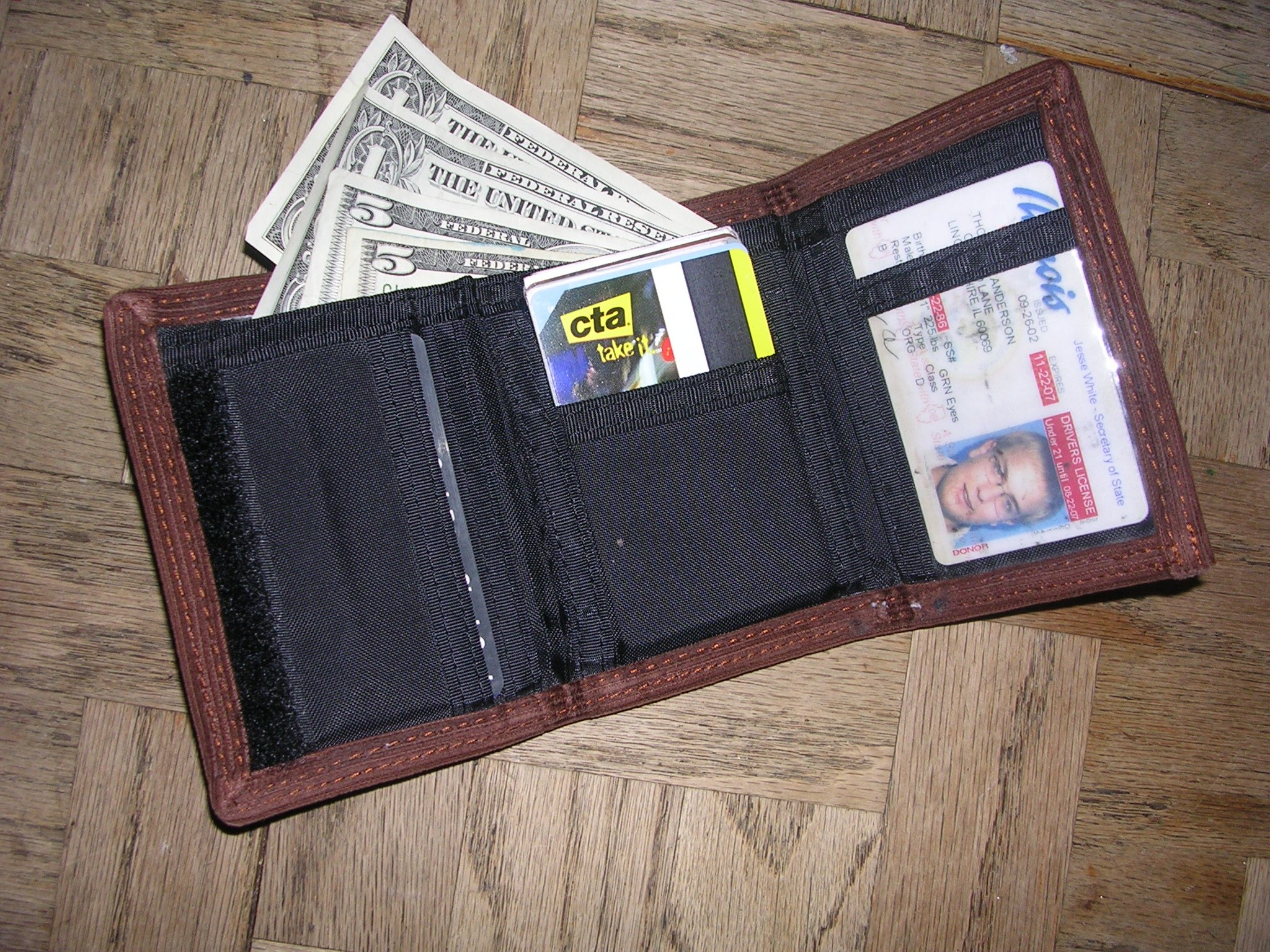
Một chiếc ví gấp ba với các túi để ghi chú và thẻ, và một cửa sổ để hiển thị thẻ căn cước

Ví là một chiếc vật đựng nhỏ, phẳng, có thể được sử dụng để đựng các vật dụng cá nhân có kích thước nhỏ như tiền giấy, thẻ tín dụng, các giấy tờ tùy thân (bằng lái xe, thẻ căn cước, thẻ câu lạc bộ, v.v.), ảnh, thẻ quá cảnh, danh thiếp hoặc các loại thẻ giấy khác. Ví thường được làm bằng da hoặc vải, có kích thước bỏ túi và có thể được gấp lại.

## Lịch sử

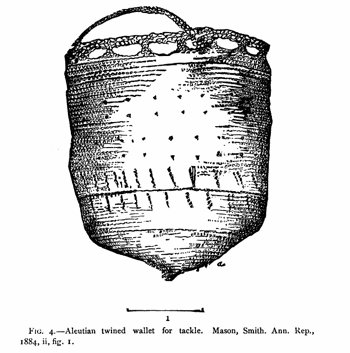
Ví Aleutian để mang theo đồ đạc.

### Hy Lạp cổ đại
Nhà cổ điển AY Campbell đã đặt ra câu trả lời cho câu hỏi, "Trong văn học cổ đại, công dụng của một chiếc ví là gì?" Ông đã suy luận, với tư cách là một học giả Theocritean, rằng "chiếc ví là vật chứa đựng di động của người nghèo; hoặc, ngoài cái nghèo, nó là một thứ mà bạn tích trữ với các khoản dự phòng." Ông phát hiện ra rằng đôi khi một người đàn ông có thể ăn trực tiếp từ nó nhưng những điều đặc trưng nhất ám chỉ đến việc nó được sử dụng để tích trữ, không phải theo cách của một giỏ ăn trưa mà giống như một gói sinh tồn.

### Thời phục hưng
Ví tiền được phát triển sau khi tiền giấy  được giới thiệu ở phương Tây vào những năm 1600. (Loại tiền giấy đầu tiên được giới thiệu tại Thế giới Mới bởi Thuộc địa Vịnh Massachusetts vào năm 1690.) Trước khi tiền giấy ra đời, ví tiền xu (thường là bao da dây rút đơn giản) được sử dụng để đựng tiền xu. Những chiếc ví ban đầu được làm chủ yếu bằng da bò hoặc da ngựa và bao gồm một túi nhỏ để in danh thiếp.

### Thế kỉ 19

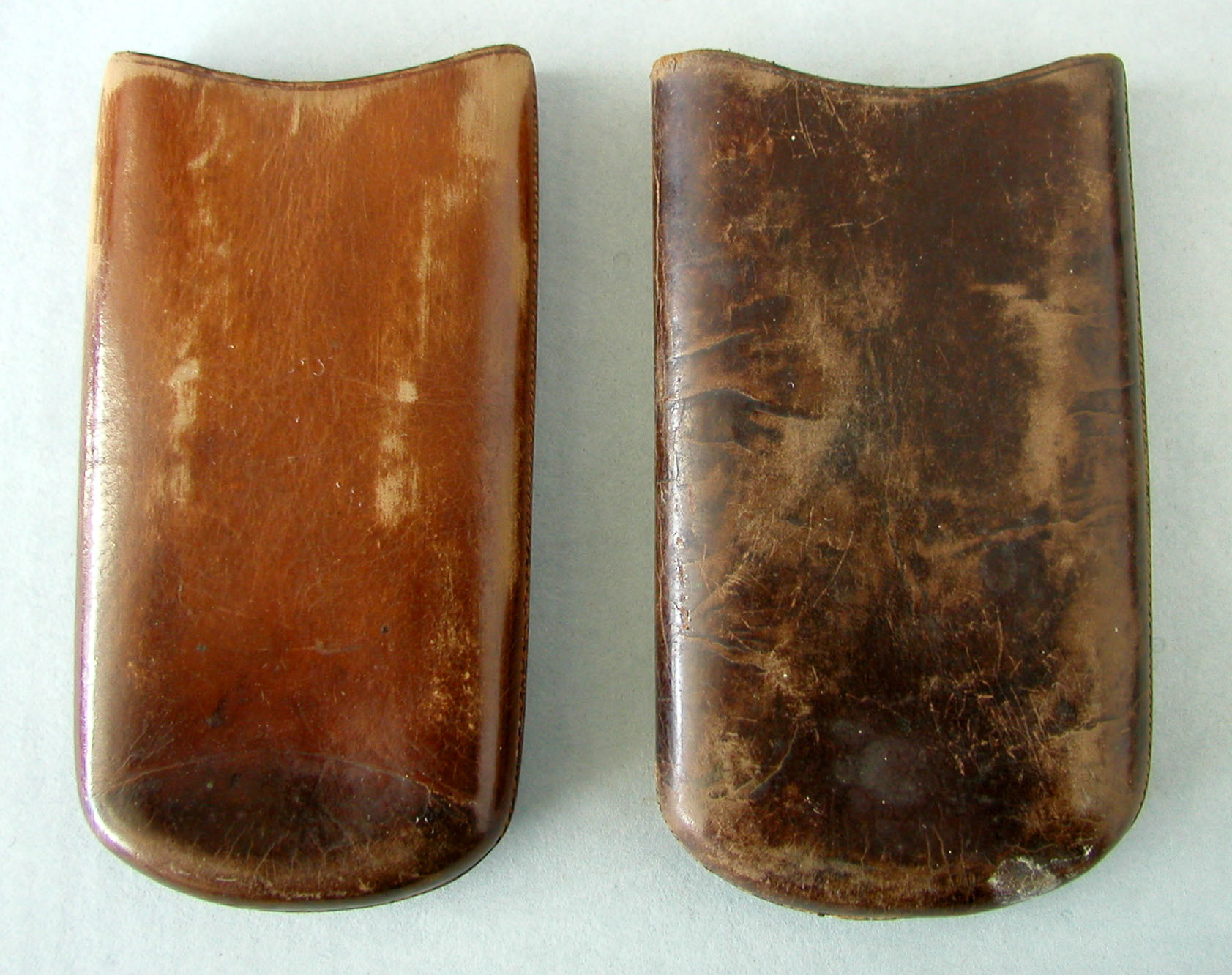
Một chiếc ví làm bằng da từ giữa thế kỷ 19.

Ngoài tiền, người ta cũng dùng ví để đựng thịt khô, thực phẩm, đồ vật quý và những thứ không được để lộ ra ngoài. Ở Mỹ vào thế kỷ 19, người ta coi việc đeo ví trên thắt lưng là "bán văn minh". Vào thời điểm này, việc mang theo hàng hóa hoặc ví trong túi bị coi là không văn minh và không phổ biến.

### Thế kỷ 20 - nay

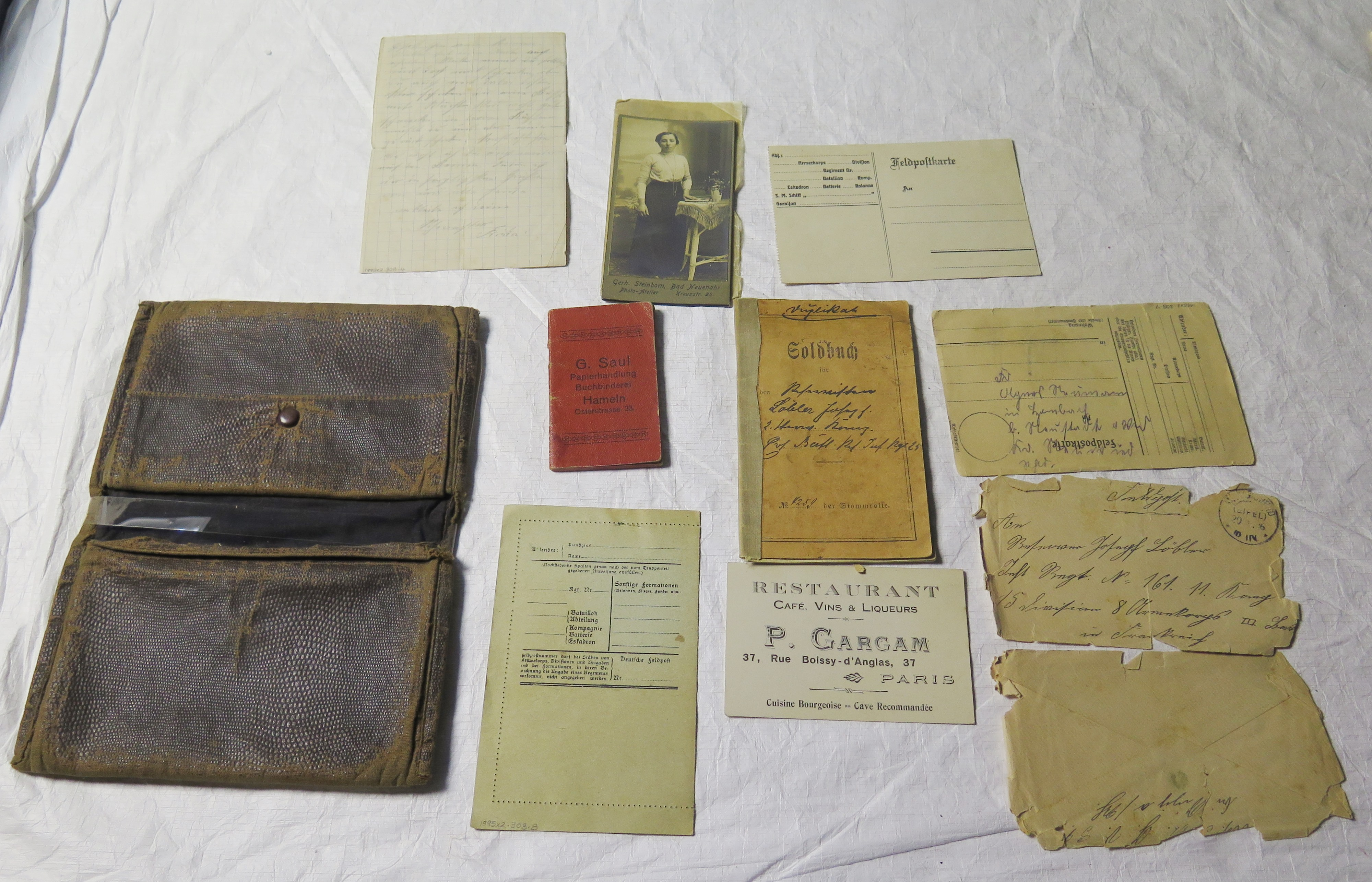
Ví thời đại Chiến tranh thế giới thứ nhất.

Ví hiện đại gấp làm đôi với nhiều "khe cắm thẻ" đã trở thành tiêu chuẩn vào đầu những năm 1950 với sự ra đời của những chiếc thẻ tín dụng đầu tiên. Một số đổi mới bao gồm sự ra đời của ví khóa dán vào những năm 1970. Ví nhỏ bỏ túi vẫn còn phổ biến cho đến ngày nay.